# 미사토시
미사토시(일본어: 三郷市)는 일본 사이타마현 남동부에 있는 시이다.

## 개요
사이타마현 남동쪽 모퉁이의 간토평야 안에 위치한다. 도쿄 도심에서 약 20km 떨어져 있고 시의 동쪽 경계에 에도강이, 서쪽 경계에 나카가와강이 흐른다. 이외에도 여러 하천이 남북으로 혈관처럼 흐르고 있다. 지형은 전체적으로 평탄하고 최고점이 해발 약 3m, 최저점은 해발 약 1m의 저지이다. 이 때문에 벼농사가 번창하고 있다.
북부는 농지와 함께 고도 경제성장기에 건설된 대규모 주택단지 등 구획된 주택지가 많고 남부는 도쿄도와 인접하고 있어서 예로부터 주택지가 많았다. 중앙부는 주택지 외에 시가화구역(市街化区域)도 있어 수도권 신도시 철도 쓰쿠바 익스프레스의 개통과 함께 개발이 진행되고 있다. 또 이에 따라 동부도 급격하게 발전하고 있다.

## 역사
과거 미사토시는 전역이 시모사국 가쓰시카군에 속했다. 에도 시대 초기에 무사시국에 편입되어 무사시국 가쓰시카군이 되었다.
- 1871년 - 폐번치현으로 사이타마현 가쓰시카군이 되었다.
- 1878년 - 군구정촌편제법 시행과 함께 가쓰시카군이 분리되어 현재의 미사토시 지역은 전역이 사이타마현 기타가쓰시카군이 되었다.
- 1889년 - 정촌제 시행으로 4개의 촌이 성립하였다.
- 1933년 7월 1일 - 도가사키촌과 하치보쿠쿄촌이 합병해 도와촌이 성립하였다.
- 1956년 9월 30일 - 도와촌, 히코나리촌, 와세다촌이 합병해 미사토촌이 성립하였다.
- 1964년 10월 1일 - 미사토촌이 정으로 승격해 미사토정이 되었다.
- 1972년 5월 3일 - 미사토정이 시로 승격해 미사토시가 되었다.
- 2011년 3월 11일 - 도호쿠 지방 태평양 해역 지진이 발생해 진도 5를 관측했다.

## 인구
| 연도 | 인구    | ±%      |
| ---- | ------- | ------- |
| 1920 | 12,825  | —       |
| 1930 | 13,317  | +3.8%   |
| 1940 | 14,476  | +8.7%   |
| 1950 | 16,711  | +15.4%  |
| 1960 | 17,735  | +6.1%   |
| 1970 | 42,753  | +141.1% |
| 1980 | 98,223  | +129.7% |
| 1990 | 128,376 | +30.7%  |
| 2000 | 131,047 | +2.1%   |
| 2010 | 131,418 | +0.3%   |

## 교통

### 철도
- 동일본 여객철도 무사시노선
- 수도권 신도시 철도 쓰쿠바 익스프레스

### 도로
- 수도고속도로
- 조반 자동차도
- 도쿄 외환 자동차도
- 국도 제298호선